# Карл Гец (адмірал)
Карл Гец (нім. Karl Hetz; 11 травня 1910, Ганау — 23 грудня 1980, Бонн) — німецький офіцер, корветтен-капітан крігсмаріне, віцеадмірал бундесмаріне. Кавалер Німецького хреста в золоті.

## Біографія
В 1929 році вступив на флот. Після навчання у військово-морському училищі Фленсбурга-Мюрвіка служив на есмінцях. З жовтня 1938 року — прапор-лейтенант в командуванні флоту. З грудня 1939 року — 1-й офіцер на есмінці «Пауль Якобі». З листопада 1941 року — 2-й офіцер Адмірал-штабу при командувачі есмінцями. З 1 травня 1943 року і до кінці Другої світової війни — командир есмінця Z34. З серпня 1945 по грудень 1947 року — кадровій співробітник Німецької адміністрації з розмінування.
3 січня 1956 року вступив в бундесмаріне і був призначений референтом Федерального міністерства оборони. З жовтня 1960 року — командир 3-ї ескадри есмінців. З березня 1962 року  начальник штабу Центарльного командування ВМС в Бонні. З 1 січня 1963 року — молодший керівник відділу Федерального міністерства оборони. З квітня 1963 року — заступник інспектора ВМС і начальник командного штабу ВМС. З 1 жовтня 1966 року — командувач флотом. 30 вересня 1970 року віийшов у відставку.

## Звання
- Кандидат в офіцери (1929)
- Корветтен-капітан (1 квітня 1943)
- Фрегаттен-капітан (3 січня 1956)
- Капітан-цур-зее (1 травня 1958)
- Адмірал флоту (квітень 1963)
- Контрадмірал (1 січня 1964)
- Віцеадмірал (1 жовтня 1966)

## Нагороди
- Медаль «За вислугу років у Вермахті» 4-го класу (4 роки)
- Залізний хрест 2-го і 1-го класу
- Почесна застібка на орденську стрічку для Крігсмаріне (1 лютого 1945)
- Нагрудний знак есмінця (1945)
- Німецький хрест в золоті (1945)
- Орден «За заслуги перед Федеративною Республікою Німеччина», великий офіцерський хрест (1969)